# Nemosia
Nemosia és un gènere d'ocells de la família dels tràupids (Thraupidae).

## Taxonomia
Segons la Classificació del Congrés Ornitològic Internacional (versió 14.2, 2024) aquest gènere està format per dues espècies:
- Tàngara encaputxada (Nemosia pileata Boddaert, 1783)
- Tàngara de gorja castanya (Nemosia rourei Cabanis 1870)